# Killjoy Goes to Hell
Killjoy Goes to Hell es una comedia de terror de 2012 y última secuela de la película de terror, Killjoy.

## Reparto

### Payasos diabólicos
- Trent Haaga como Killjoy The clown.
- Victoria De Mare como Batty Boop.
- Al Burke como Punchy.
- Tai Chan Ngo como Freakshow.
- John Karyus como Skid Mark.
- Daniel Del Pozza como Dirty Clown.
- Derek Jacobsen como Dreadlock Clown.
- Vincent Bilancio como Tramp Clown.
- Nakai Nelson como Switchblade Sinister Clown/Voice of Destruction.
- David Cohen como Clown Observer.
- Leroy Patterson como Hillbilly Hobo/Monster Skid Mark.
- Tim Chizmar v White Face.
- Denzil Meyers como Harlequin.

### Demonios
- Stephen F. Cardwell como Beelzebub.
- Samantha Holman como Court Observer.
- Mindy Robinson como Red Devil Girl.
- Jenny Allford como Blue Devil Girl.
- Aqueela Zoll como Jezabeth.
- Jim Tavaré como Scribe.
- Juan Patricia como Exploded Observer.
- Ian Roberts como Bailiff.
- Lisa Goodman como Old Hag.

### Personas de la Tierra
- Jessica Whitaker como Sandie.
- Cecil Burroughs como Detective Grimley.
- Jason Robert Moore como Detective Ericson.
- Randy Mermell como Dr. Simmons
- Raymond James Calhoun como Guardia de seguridad.